# Liste der Nummer-eins-Hits in Belgien (2000)
Dies ist eine Liste der Nummer-eins-Hits in Belgien im Jahr 2000. Für die niederländischsprachigen Landesteile (Flandern) und die französischsprachigen Landesteile (Wallonie) werden getrennte Charts ermittelt. Veröffentlicht werden die Charts von Ultratop, das auf Initiative der Belgian Entertainment Association (BEA), der Vereinigung der Musik-, Film- und Spieleindustrie des Landes, entstanden ist.

## Flandern

### Singles
| ← 1999 ← | Liste der Nummer-eins-Hits in Belgien (Flandern) | Liste der Nummer-eins-Hits in Belgien (Flandern)                         | Liste der Nummer-eins-Hits in Belgien (Flandern)                                                              | 2001 →                    |
| \| Zeitraum \| Wo. ges. \| Interpret \| Titel Autor(en) \| Zusätzliche Informationen \| \| (Zeitraum, Wochen auf Platz eins, Interpret, Titel, Autor[en], zusätzliche Informationen) \| \| \| \| \| \| ----------------------------------------------------------------------------------------- \| -------- \| ------------------------------------------------------------------------ \| ------------------------------------------------------------------------------------------------------------- \| ------------------------- \| \| 27. November 1999 – 21. Januar 2000 8 Wochen \| 8 \| R. Kelly \| If I Could Turn Back the Hands of Time Jack Daniels, Bonnie F. Thompson \| – \| \| 22. Januar 2000 – 25. Februar 2000 5 Wochen \| 5 \| Bloodhound Gang \| The Bad Touch James Moyer Franks \| – \| \| 26. Februar 2000 – 17. März 2000 3 Wochen \| 3 \| Metallica with Michael Kamen conducting San Francisco Symphony Orchestra \| Nothing Else Matters James Alan Hetfield, Lars Ulrich \| – \| \| 18. März 2000 – 14. April 2000 4 Wochen \| 4 \| Da Boy Tommy \| Candyman Musik: Mike Oldfield, Tommy Monique Patrick Debie; Text: Tommy Monique Patrick Debie \| – \| \| 15. April 2000 – 2. Juni 2000 7 Wochen (insgesamt 8) \| 8 \| Bomfunk MC’s \| Freestyler Jaakko Sakari Salovaara, Raymond Anthony Ebanks \| – \| \| 3. Juni 2000 – 16. Juni 2000 2 Wochen \| 2 \| Milk Inc. \| Walk on Water Reginald Paul Stefan Penxten, Filip Lieven Karel Vandueren \| – \| \| 17. Juni 2000 – 23. Juni 2000 1 Woche (insgesamt 8) \| 8 \| Bomfunk MC’s \| Freestyler Jaakko Sakari Salovaara, Raymond Anthony Ebanks \| – \| \| 24. Juni 2000 – 21. Juli 2000 4 Wochen \| 4 \| Bon Jovi \| It’s My Life John Francis Bongiovi, Richard S. Sambora, Martin Karl Sandberg \| – \| \| 22. Juli 2000 – 4. August 2000 2 Wochen \| 2 \| Live \| They Stood Up for Love Edward Joel Kowalczyk, Chad David Taylor, Patrick Michael Dahlheimer, Chad Alan Gracey \| – \| \| 5. August 2000 – 25. August 2000 3 Wochen \| 3 \| Liquid feat. Silvy \| Turn the Tide Reginald Paul Stefan Penxten, Wout Van Dessel \| – \| \| 26. August 2000 – 27. Oktober 2000 9 Wochen \| 9 \| Krezip \| I Would Stay Jaqueline Govaert \| – \| \| 28. Oktober 2000 – 15. Dezember 2000 7 Wochen \| 7 \| Mozaïek & Walter Grootaers \| Leef Musik: Paul Post, Rudolf H. Ruud Voerman; Text: Henri C. G. Han Kooreneef \| – \| \| 16. Dezember 2000 – 22. Dezember 2000 1 Woche (insgesamt 4) \| 4 \| Twarres \| Wêr bisto Mirjam Timmer \| – \| \| 23. Dezember 2000 – 12. Januar 2001 3 Wochen \| 3 \| De Bewoners & Walter Grootaers \| Een brief voor Kerstmis Musik: Berre Bergen; Text: Walter Frieda Hans Grootaers \| – \| |                                                  |                                                                          | |                           |
| ← 1999 |                                                  |                                                                          | | → 2001 →                  |
| Zeitraum | Wo. ges.                                         | Interpret                                                                | Titel Autor(en)                                                                                               | Zusätzliche Informationen |
| (Zeitraum, Wochen auf Platz eins, Interpret, Titel, Autor[en], zusätzliche Informationen) |                                                  |                                                                          | |                           |
| 27. November 1999 – 21. Januar 2000 8 Wochen | 8                                                | R. Kelly                                                                 | If I Could Turn Back the Hands of Time Jack Daniels, Bonnie F. Thompson                                       | –                         |
| 22. Januar 2000 – 25. Februar 2000 5 Wochen | 5                                                | Bloodhound Gang                                                          | The Bad Touch James Moyer Franks                                                                              | –                         |
| 26. Februar 2000 – 17. März 2000 3 Wochen | 3                                                | Metallica with Michael Kamen conducting San Francisco Symphony Orchestra | Nothing Else Matters James Alan Hetfield, Lars Ulrich                                                         | –                         |
| 18. März 2000 – 14. April 2000 4 Wochen | 4                                                | Da Boy Tommy                                                             | Candyman Musik: Mike Oldfield, Tommy Monique Patrick Debie; Text: Tommy Monique Patrick Debie                 | –                         |
| 15. April 2000 – 2. Juni 2000 7 Wochen (insgesamt 8) | 8                                                | Bomfunk MC’s                                                             | Freestyler Jaakko Sakari Salovaara, Raymond Anthony Ebanks                                                    | –                         |
| 3. Juni 2000 – 16. Juni 2000 2 Wochen | 2                                                | Milk Inc.                                                                | Walk on Water Reginald Paul Stefan Penxten, Filip Lieven Karel Vandueren                                      | –                         |
| 17. Juni 2000 – 23. Juni 2000 1 Woche (insgesamt 8) | 8                                                | Bomfunk MC’s                                                             | Freestyler Jaakko Sakari Salovaara, Raymond Anthony Ebanks                                                    | –                         |
| 24. Juni 2000 – 21. Juli 2000 4 Wochen | 4                                                | Bon Jovi                                                                 | It’s My Life John Francis Bongiovi, Richard S. Sambora, Martin Karl Sandberg                                  | –                         |
| 22. Juli 2000 – 4. August 2000 2 Wochen | 2                                                | Live                                                                     | They Stood Up for Love Edward Joel Kowalczyk, Chad David Taylor, Patrick Michael Dahlheimer, Chad Alan Gracey | –                         |
| 5. August 2000 – 25. August 2000 3 Wochen | 3                                                | Liquid feat. Silvy                                                       | Turn the Tide Reginald Paul Stefan Penxten, Wout Van Dessel                                                   | –                         |
| 26. August 2000 – 27. Oktober 2000 9 Wochen | 9                                                | Krezip                                                                   | I Would Stay Jaqueline Govaert                                                                                | –                         |
| 28. Oktober 2000 – 15. Dezember 2000 7 Wochen | 7                                                | Mozaïek & Walter Grootaers                                               | Leef Musik: Paul Post, Rudolf H. Ruud Voerman; Text: Henri C. G. Han Kooreneef                                | –                         |
| 16. Dezember 2000 – 22. Dezember 2000 1 Woche (insgesamt 4) | 4                                                | Twarres                                                                  | Wêr bisto Mirjam Timmer                                                                                       | –                         |
| 23. Dezember 2000 – 12. Januar 2001 3 Wochen | 3                                                | De Bewoners & Walter Grootaers                                           | Een brief voor Kerstmis Musik: Berre Bergen; Text: Walter Frieda Hans Grootaers                               | –                         |

### Alben
| ← 1999 ← | Liste der Nummer-eins-Hits in Belgien (Flandern) | Liste der Nummer-eins-Hits in Belgien (Flandern) | Liste der Nummer-eins-Hits in Belgien (Flandern)  | 2001 →                    |
| \| Zeitraum \| Wo. ges. \| Interpret \| Titel \| Zusätzliche Informationen \| \| (Zeitraum, Wochen auf Platz eins, Interpret, Titel, zusätzliche Informationen) \| \| \| \| \| \| ------------------------------------------------------------------------------ \| -------- \| -------------- \| ------------------------------------------------- \| ------------------------- \| \| 30. Oktober 1999 – 28. Januar 2000 13 Wochen \| 13 \| Helmut Lotti \| Out of Africa \| – \| \| 29. Januar 2000 – 3. März 2000 5 Wochen \| 5 \| Marco Borsato \| Luid en duidelijk \| – \| \| 4. März 2000 – 10. März 2000 1 Woche \| 1 \| Garry Hagger \| Romantic Slows \| – \| \| 11. März 2000 – 28. April 2000 7 Wochen \| 7 \| Novastar \| Novastar \| – \| \| 29. April 2000 – 26. Mai 2000 4 Wochen (insgesamt 5) \| 5 \| Barry White \| The Ultimate Collection \| – \| \| 27. Mai 2000 – 16. Juni 2000 3 Wochen \| 3 \| Britney Spears \| Oops!… I Did It Again \| – \| \| 17. Juni 2000 – 7. Juli 2000 3 Wochen \| 3 \| Bon Jovi \| Crush \| – \| \| 8. Juli 2000 – 25. August 2000 7 Wochen (insgesamt 9) \| 9 \| Live \| The Distance to Here \| – \| \| 26. August 2000 – 29. September 2000 5 Wochen \| 5 \| Krezip \| Nothing Less \| – \| \| 30. September 2000 – 3. November 2000 5 Wochen (insgesamt 6) \| 6 \| K3 \| Alle kleuren \| – \| \| 4. November 2000 – 17. November 2000 2 Wochen \| 2 \| Limp Bizkit \| Chocolate Starfish and the Hot Dog Flavored Water \| – \| \| 18. November 2000 – 24. November 2000 1 Woche \| 1 \| U2 \| All That You Can’t Leave Behind \| – \| \| 25. November 2000 – 1. Dezember 2000 1 Woche (insgesamt 8) \| 8 \| Helmut Lotti \| Latino Classics \| – \| \| 2. Dezember 2000 – 8. Dezember 2000 1 Woche \| 1 \| The Beatles \| 1 \| – \| \| 9. Dezember 2000 – 19. Januar 2001 6 Wochen (insgesamt 8) \| 8 \| Helmut Lotti \| Latino Classics \| – \| |                                                  |                                                  |                                                   |                           |
| ← 1999 |                                                  |                                                  |                                                   | → 2001 →                  |
| Zeitraum | Wo. ges.                                         | Interpret                                        | Titel                                             | Zusätzliche Informationen |
| (Zeitraum, Wochen auf Platz eins, Interpret, Titel, zusätzliche Informationen) |                                                  |                                                  |                                                   |                           |
| 30. Oktober 1999 – 28. Januar 2000 13 Wochen | 13                                               | Helmut Lotti                                     | Out of Africa                                     | –                         |
| 29. Januar 2000 – 3. März 2000 5 Wochen | 5                                                | Marco Borsato                                    | Luid en duidelijk                                 | –                         |
| 4. März 2000 – 10. März 2000 1 Woche | 1                                                | Garry Hagger                                     | Romantic Slows                                    | –                         |
| 11. März 2000 – 28. April 2000 7 Wochen | 7                                                | Novastar                                         | Novastar                                          | –                         |
| 29. April 2000 – 26. Mai 2000 4 Wochen (insgesamt 5) | 5                                                | Barry White                                      | The Ultimate Collection                           | –                         |
| 27. Mai 2000 – 16. Juni 2000 3 Wochen | 3                                                | Britney Spears                                   | Oops!… I Did It Again                             | –                         |
| 17. Juni 2000 – 7. Juli 2000 3 Wochen | 3                                                | Bon Jovi                                         | Crush                                             | –                         |
| 8. Juli 2000 – 25. August 2000 7 Wochen (insgesamt 9) | 9                                                | Live                                             | The Distance to Here                              | –                         |
| 26. August 2000 – 29. September 2000 5 Wochen | 5                                                | Krezip                                           | Nothing Less                                      | –                         |
| 30. September 2000 – 3. November 2000 5 Wochen (insgesamt 6) | 6                                                | K3                                               | Alle kleuren                                      | –                         |
| 4. November 2000 – 17. November 2000 2 Wochen | 2                                                | Limp Bizkit                                      | Chocolate Starfish and the Hot Dog Flavored Water | –                         |
| 18. November 2000 – 24. November 2000 1 Woche | 1                                                | U2                                               | All That You Can’t Leave Behind                   | –                         |
| 25. November 2000 – 1. Dezember 2000 1 Woche (insgesamt 8) | 8                                                | Helmut Lotti                                     | Latino Classics                                   | –                         |
| 2. Dezember 2000 – 8. Dezember 2000 1 Woche | 1                                                | The Beatles                                      | 1                                                 | –                         |
| 9. Dezember 2000 – 19. Januar 2001 6 Wochen (insgesamt 8) | 8                                                | Helmut Lotti                                     | Latino Classics                                   | –                         |

## Jahreshitparaden
| ← 1999 ← | Liste der Nummer-eins-Hits in Belgien (Flandern) | Liste der Nummer-eins-Hits in Belgien (Flandern) | Liste der Nummer-eins-Hits in Belgien (Flandern) | 2001 →   |
| \| Singles \| Position# \| Alben \| \| ------------------------------------------------------------------------------------------------------------------ \| --------- \| ------------------------------------ \| \| I Would Stay Krezip Jaqueline Govaert \| 1 \| The Distance to Here Live \| \| Leef Mozaïek & Walter Grootaers Musik: Paul Post, Rudolf H. Ruud Voerman; Text: Henri C. G. Han Kooreneef \| 2 \| Alle kleuren K3 \| \| Freestyler Bomfunk MC’s Jaakko Sakari Salovaara, Raymond Anthony Ebanks \| 3 \| Nothing Less Krezip \| \| They Stood Up for Love Live Edward Joel Kowalczyk, Chad David Taylor, Patrick Michael Dahlheimer, Chad Alan Gracey \| 4 \| Parels K3 \| \| Onderweg Abel Joris H. Rasenberg \| 5 \| Latino Classics Helmut Lotti \| \| Alle kleuren K3 Peter Jules Gillis, Alain Robert Anna Vande Putte, Miguel José Eric Wiels \| 6 \| Crush Bon Jovi \| \| Turn the Tide Liquid feat. Silvy Reginald Paul Stefan Penxten, Wout Van Dessel \| 7 \| Novastar \| \| It’s My Life Bon Jovi John Francis Bongiovi, Richard S. Sambora, Martin Karl Sandberg \| 8 \| Oops!… I Did It Again Britney Spears \| \| Candyman Da Boy Tommy Musik: Mike Oldfield, Tommy Monique Patrick Debie; Text: Tommy Monique Patrick Debie \| 9 \| The Marshall Mathers LP Eminem \| \| Que si que no Jody Bernal Ramon Ignacio Garriga Zimmermann, Francisco Jos Fernandez Madero, José Javier Puerta \| 10 \| Play Moby \| |                                                  |                                                  |                                                  |          |
| ← 1999 |                                                  |                                                  |                                                  | → 2001 → |
| Singles | Position#                                        | Alben                                            |                                                  |          |
| I Would Stay Krezip Jaqueline Govaert | 1                                                | The Distance to Here Live                        |                                                  |          |
| Leef Mozaïek & Walter Grootaers Musik: Paul Post, Rudolf H. Ruud Voerman; Text: Henri C. G. Han Kooreneef | 2                                                | Alle kleuren K3                                  |                                                  |          |
| Freestyler Bomfunk MC’s Jaakko Sakari Salovaara, Raymond Anthony Ebanks | 3                                                | Nothing Less Krezip                              |                                                  |          |
| They Stood Up for Love Live Edward Joel Kowalczyk, Chad David Taylor, Patrick Michael Dahlheimer, Chad Alan Gracey | 4                                                | Parels K3                                        |                                                  |          |
| Onderweg Abel Joris H. Rasenberg | 5                                                | Latino Classics Helmut Lotti                     |                                                  |          |
| Alle kleuren K3 Peter Jules Gillis, Alain Robert Anna Vande Putte, Miguel José Eric Wiels | 6                                                | Crush Bon Jovi                                   |                                                  |          |
| Turn the Tide Liquid feat. Silvy Reginald Paul Stefan Penxten, Wout Van Dessel | 7                                                | Novastar                                         |                                                  |          |
| It’s My Life Bon Jovi John Francis Bongiovi, Richard S. Sambora, Martin Karl Sandberg | 8                                                | Oops!… I Did It Again Britney Spears             |                                                  |          |
| Candyman Da Boy Tommy Musik: Mike Oldfield, Tommy Monique Patrick Debie; Text: Tommy Monique Patrick Debie | 9                                                | The Marshall Mathers LP Eminem                   |                                                  |          |
| Que si que no Jody Bernal Ramon Ignacio Garriga Zimmermann, Francisco Jos Fernandez Madero, José Javier Puerta | 10                                               | Play Moby                                        |                                                  |          |

## Wallonien

### Singles
| ← 1999 ← | Liste der Nummer-eins-Hits in Belgien (Wallonie) | Liste der Nummer-eins-Hits in Belgien (Wallonie)  | Liste der Nummer-eins-Hits in Belgien (Wallonie)                                                         | 2001 →                    |
| \| Zeitraum \| Wo. ges. \| Interpret \| Titel Autor(en) \| Zusätzliche Informationen \| \| (Zeitraum, Wochen auf Platz eins, Interpret, Titel, Autor[en], zusätzliche Informationen) \| \| \| \| \| \| ----------------------------------------------------------------------------------------- \| -------- \| ------------------------------------------------- \| -------------------------------------------------------------------------------------------------------- \| ------------------------- \| \| 1. Januar 2000 – 28. Januar 2000 4 Wochen (insgesamt 11) \| 11 \| R. Kelly \| If I Could Turn Back the Hands of Time Jack Daniels, Bonnie F. Thompson \| – \| \| 29. Januar 2000 – 4. Februar 2000 1 Woche \| 1 \| Axelle Red \| Parce que c’est toi Musik: Daniel François Paul Seff, Axelle Red; Text: Axelle Red \| – \| \| 5. Februar 2000 – 24. März 2000 7 Wochen \| 7 \| Hélène Ségara \| Il y a trop de gens qui t’aiment Musik: Thierry Didier Philippe Geoffroy; Text: Christian Jacques R. Vié \| – \| \| 25. März 2000 – 7. April 2000 2 Wochen \| 2 \| All Saints \| Pure Shores William Orbit, Shaznay Lewis, Susannah Kay Melvoin \| – \| \| 8. April 2000 – 14. April 2000 1 Woche \| 1 \| Superfunk feat. Ron Carroll \| Lucky Star Stéphane Bonan, Fafa Monteco, Hamdi Hassen, Ron Carroll, Chris Rea, Stuart Eales \| – \| \| 15. April 2000 – 5. Mai 2000 3 Wochen \| 3 \| Tina Arena \| Les 3 cloches Jean Villard \| – \| \| 6. Mai 2000 – 12. Mai 2000 1 Woche \| 1 \| Britney Spears \| Oops!… I Did It Again Martin Karl Sandberg, Rami Yacoub \| – \| \| 13. Mai 2000 – 2. Juni 2000 3 Wochen \| 3 \| Bomfunk MC’s \| Freestyler Jaakko Sakari Salovaara, Raymond Anthony Ebanks \| – \| \| 3. Juni 2000 – 11. August 2000 10 Wochen \| 10 \| Yannick \| Ces soirées-là Robert Gaudio, Judy Marie Parker, Mbele Yannick Pierre Zolo \| – \| \| 12. August 2000 – 1. September 2000 3 Wochen \| 3 \| Anastacia \| I’m Outta Love Anastacia L. Newkirk, Samuel J. Watters, Louis John Biancaniello \| – \| \| 2. September 2000 – 8. Dezember 2000 14 Wochen \| 14 \| Philippe d’Avilla, Damien Sargue & Grégori Baquet \| Les rois du monde Gérard Maurice Henri Presgurvic \| – \| \| 9. Dezember 2000 – 15. Dezember 2000 1 Woche \| 1 \| Isabelle Boulay \| Parle-moi Robert Goldman \| – \| \| 16. Dezember 2000 – 2. März 2001 11 Wochen \| 11 \| Garou \| Seul Musik: Romano Musumarra; Text: Luc Plamondon \| – \| |                                                  |                                                   | |                           |
| ← 1999 |                                                  |                                                   | | → 2001 →                  |
| Zeitraum | Wo. ges.                                         | Interpret                                         | Titel Autor(en)                                                                                          | Zusätzliche Informationen |
| (Zeitraum, Wochen auf Platz eins, Interpret, Titel, Autor[en], zusätzliche Informationen) |                                                  |                                                   | |                           |
| 1. Januar 2000 – 28. Januar 2000 4 Wochen (insgesamt 11) | 11                                               | R. Kelly                                          | If I Could Turn Back the Hands of Time Jack Daniels, Bonnie F. Thompson                                  | –                         |
| 29. Januar 2000 – 4. Februar 2000 1 Woche | 1                                                | Axelle Red                                        | Parce que c’est toi Musik: Daniel François Paul Seff, Axelle Red; Text: Axelle Red                       | –                         |
| 5. Februar 2000 – 24. März 2000 7 Wochen | 7                                                | Hélène Ségara                                     | Il y a trop de gens qui t’aiment Musik: Thierry Didier Philippe Geoffroy; Text: Christian Jacques R. Vié | –                         |
| 25. März 2000 – 7. April 2000 2 Wochen | 2                                                | All Saints                                        | Pure Shores William Orbit, Shaznay Lewis, Susannah Kay Melvoin                                           | –                         |
| 8. April 2000 – 14. April 2000 1 Woche | 1                                                | Superfunk feat. Ron Carroll                       | Lucky Star Stéphane Bonan, Fafa Monteco, Hamdi Hassen, Ron Carroll, Chris Rea, Stuart Eales              | –                         |
| 15. April 2000 – 5. Mai 2000 3 Wochen | 3                                                | Tina Arena                                        | Les 3 cloches Jean Villard                                                                               | –                         |
| 6. Mai 2000 – 12. Mai 2000 1 Woche | 1                                                | Britney Spears                                    | Oops!… I Did It Again Martin Karl Sandberg, Rami Yacoub                                                  | –                         |
| 13. Mai 2000 – 2. Juni 2000 3 Wochen | 3                                                | Bomfunk MC’s                                      | Freestyler Jaakko Sakari Salovaara, Raymond Anthony Ebanks                                               | –                         |
| 3. Juni 2000 – 11. August 2000 10 Wochen | 10                                               | Yannick                                           | Ces soirées-là Robert Gaudio, Judy Marie Parker, Mbele Yannick Pierre Zolo                               | –                         |
| 12. August 2000 – 1. September 2000 3 Wochen | 3                                                | Anastacia                                         | I’m Outta Love Anastacia L. Newkirk, Samuel J. Watters, Louis John Biancaniello                          | –                         |
| 2. September 2000 – 8. Dezember 2000 14 Wochen | 14                                               | Philippe d’Avilla, Damien Sargue & Grégori Baquet | Les rois du monde Gérard Maurice Henri Presgurvic                                                        | –                         |
| 9. Dezember 2000 – 15. Dezember 2000 1 Woche | 1                                                | Isabelle Boulay                                   | Parle-moi Robert Goldman                                                                                 | –                         |
| 16. Dezember 2000 – 2. März 2001 11 Wochen | 11                                               | Garou                                             | Seul Musik: Romano Musumarra; Text: Luc Plamondon                                                        | –                         |

### Alben
| ← 1999 ← | Liste der Nummer-eins-Hits in Belgien (Wallonie) | Liste der Nummer-eins-Hits in Belgien (Wallonie) | Liste der Nummer-eins-Hits in Belgien (Wallonie) | 2001 →                    |
| \| Zeitraum \| Wo. ges. \| Interpret \| Titel \| Zusätzliche Informationen \| \| (Zeitraum, Wochen auf Platz eins, Interpret, Titel, zusätzliche Informationen) \| \| \| \| \| \| ------------------------------------------------------------------------------ \| -------- \| --------------- \| ---------------------------------------- \| ------------------------- \| \| 4. Dezember 1999 – 7. Januar 2000 5 Wochen (insgesamt 7) \| 7 \| Céline Dion \| All the Way… A Decade of Song \| – \| \| 8. Januar 2000 – 21. Januar 2000 2 Wochen \| 2 \| Helmut Lotti \| Out of Africa \| – \| \| 22. Januar 2000 – 4. Februar 2000 2 Wochen (insgesamt 7) \| 7 \| Céline Dion \| All the Way … A Decade of Song' \| – \| \| 5. Februar 2000 – 3. März 2000 4 Wochen \| 4 \| Louise Attaque \| Comme on a dit \| – \| \| 4. März 2000 – 17. März 2000 2 Wochen (insgesamt 3) \| 3 \| Hélène Ségara \| Au nom d’une femme \| – \| \| 18. März 2000 – 12. Mai 2000 8 Wochen \| 8 \| Les Enfoirés \| Enfoirés en 2000 \| – \| \| 13. Mai 2000 – 19. Mai 2000 1 Woche (insgesamt 3) \| 3 \| Hélène Ségara \| Au nom d’une femme \| – \| \| 20. Mai 2000 – 2. Juni 2000 2 Wochen \| 2 \| Mike Brant \| 25ème anniversaire \| – \| \| 3. Juni 2000 – 21. Juli 2000 7 Wochen \| 7 \| Britney Spears \| Oops!… I Did It Again \| – \| \| 22. Juli 2000 – 11. August 2000 3 Wochen \| 3 \| Johnny Hallyday \| 100 % Johnny – Live à la tour Eiffel \| – \| \| 12. August 2000 – 15. September 2000 5 Wochen \| 5 \| The Corrs \| In Blue \| – \| \| 16. September 2000 – 10. November 2000 8 Wochen (insgesamt 9) \| 9 \| (Musical) \| Roméo & Juliette – de la haine à l’amour \| – \| \| 11. November 2000 – 17. November 2000 1 Woche (insgesamt 2) \| 2 \| Eros Ramazzotti \| Stilelibero \| – \| \| 18. November 2000 – 24. November 2000 1 Woche \| 1 \| U2 \| All That You Can’t Leave Behind \| – \| \| 25. November 2000 – 1. Dezember 2000 1 Woche (insgesamt 2) \| 2 \| Eros Ramazzotti \| Stilelibero \| – \| \| 2. Dezember 2000 – 2. Februar 2001 9 Wochen \| 9 \| The Beatles \| 1 \| – \| |                                                  |                                                  |                                                  |                           |
| ← 1999 |                                                  |                                                  |                                                  | → 2001 →                  |
| Zeitraum | Wo. ges.                                         | Interpret                                        | Titel                                            | Zusätzliche Informationen |
| (Zeitraum, Wochen auf Platz eins, Interpret, Titel, zusätzliche Informationen) |                                                  |                                                  |                                                  |                           |
| 4. Dezember 1999 – 7. Januar 2000 5 Wochen (insgesamt 7) | 7                                                | Céline Dion                                      | All the Way… A Decade of Song                    | –                         |
| 8. Januar 2000 – 21. Januar 2000 2 Wochen | 2                                                | Helmut Lotti                                     | Out of Africa                                    | –                         |
| 22. Januar 2000 – 4. Februar 2000 2 Wochen (insgesamt 7) | 7                                                | Céline Dion                                      | All the Way … A Decade of Song'                  | –                         |
| 5. Februar 2000 – 3. März 2000 4 Wochen | 4                                                | Louise Attaque                                   | Comme on a dit                                   | –                         |
| 4. März 2000 – 17. März 2000 2 Wochen (insgesamt 3) | 3                                                | Hélène Ségara                                    | Au nom d’une femme                               | –                         |
| 18. März 2000 – 12. Mai 2000 8 Wochen | 8                                                | Les Enfoirés                                     | Enfoirés en 2000                                 | –                         |
| 13. Mai 2000 – 19. Mai 2000 1 Woche (insgesamt 3) | 3                                                | Hélène Ségara                                    | Au nom d’une femme                               | –                         |
| 20. Mai 2000 – 2. Juni 2000 2 Wochen | 2                                                | Mike Brant                                       | 25ème anniversaire                               | –                         |
| 3. Juni 2000 – 21. Juli 2000 7 Wochen | 7                                                | Britney Spears                                   | Oops!… I Did It Again                            | –                         |
| 22. Juli 2000 – 11. August 2000 3 Wochen | 3                                                | Johnny Hallyday                                  | 100 % Johnny – Live à la tour Eiffel             | –                         |
| 12. August 2000 – 15. September 2000 5 Wochen | 5                                                | The Corrs                                        | In Blue                                          | –                         |
| 16. September 2000 – 10. November 2000 8 Wochen (insgesamt 9) | 9                                                | (Musical)                                        | Roméo & Juliette – de la haine à l’amour         | –                         |
| 11. November 2000 – 17. November 2000 1 Woche (insgesamt 2) | 2                                                | Eros Ramazzotti                                  | Stilelibero                                      | –                         |
| 18. November 2000 – 24. November 2000 1 Woche | 1                                                | U2                                               | All That You Can’t Leave Behind                  | –                         |
| 25. November 2000 – 1. Dezember 2000 1 Woche (insgesamt 2) | 2                                                | Eros Ramazzotti                                  | Stilelibero                                      | –                         |
| 2. Dezember 2000 – 2. Februar 2001 9 Wochen | 9                                                | The Beatles                                      | 1                                                | –                         |

## Jahreshitparaden
| ← 1999 ← | Liste der Nummer-eins-Hits in Belgien (Wallonie) | Liste der Nummer-eins-Hits in Belgien (Wallonie)   | Liste der Nummer-eins-Hits in Belgien (Wallonie) | 2001 →   |
| \| Singles \| Position# \| Alben \| \| --------------------------------------------------------------------------------------------------------------------------------------- \| --------- \| -------------------------------------------------- \| \| Ces soirées-là Yannick Robert Gaudio, Judy Marie Parker, Mbele Yannick Pierre Zolo \| 1 \| Au nom d’une femme Hélène Ségara \| \| Les rois du monde Philippe d’Avilla, Damien Sargue & Grégori Baquet Gérard Maurice Henri Presgurvic \| 2 \| Roméo & Juliette – de la haine à l’amour (Musical) \| \| L’envie d’aimer Daniel Lévi Musik: Pascal Michel Obispo; Text: Lionel Jacques Florence, Patrice Guirao \| 3 \| Oops!… I Did It Again Britney Spears \| \| Maria Maria Santana Jerry Duplessis, Nel Wyclef Jean, David Devine McRae, Marvin Lequiente Moore Hough, Carlos Santana, Karl F. Perazzo \| 4 \| Supernatural Santana \| \| Aimer Damien Sargue & Cécilia Cara Gérard Maurice Henri Presgurvic \| 5 \| 1 The Beatles \| \| Moi… Lolita Alizée Musik: Laurent Pierre Marie Boutonnat; Text: Mylène Farmer \| 6 \| Enfoirés en 2000 Les Enfoirés \| \| Freestyler Bomfunk MC’s Jaakko Sakari Salovaara, Raymond Anthony Ebanks \| 7 \| Comme on a dit Louise Attaque \| \| I’m Outta Love Anastacia Anastacia L. Newkirk, Samuel J. Watters, Louis John Biancaniello \| 8 \| Les dix commandements (Musical) \| \| Il y a trop de gens qui t’aiment Hélène Ségara Musik: Thierry Didier Philippe Geoffroy; Text: Christian Jacques R. Vié \| 9 \| In Blue The Corrs \| \| The Real Slim Shady Eminem Andre Romelle Young, Marshall B. Mathers, Tommy Coster, Michael J. Elizondo Jr. \| 10 \| The Greatest Hits Whitney Houston \| |                                                  |                                                    |                                                  |          |
| ← 1999 |                                                  |                                                    |                                                  | → 2001 → |
| Singles | Position#                                        | Alben                                              |                                                  |          |
| Ces soirées-là Yannick Robert Gaudio, Judy Marie Parker, Mbele Yannick Pierre Zolo | 1                                                | Au nom d’une femme Hélène Ségara                   |                                                  |          |
| Les rois du monde Philippe d’Avilla, Damien Sargue & Grégori Baquet Gérard Maurice Henri Presgurvic | 2                                                | Roméo & Juliette – de la haine à l’amour (Musical) |                                                  |          |
| L’envie d’aimer Daniel Lévi Musik: Pascal Michel Obispo; Text: Lionel Jacques Florence, Patrice Guirao | 3                                                | Oops!… I Did It Again Britney Spears               |                                                  |          |
| Maria Maria Santana Jerry Duplessis, Nel Wyclef Jean, David Devine McRae, Marvin Lequiente Moore Hough, Carlos Santana, Karl F. Perazzo | 4                                                | Supernatural Santana                               |                                                  |          |
| Aimer Damien Sargue & Cécilia Cara Gérard Maurice Henri Presgurvic | 5                                                | 1 The Beatles                                      |                                                  |          |
| Moi… Lolita Alizée Musik: Laurent Pierre Marie Boutonnat; Text: Mylène Farmer | 6                                                | Enfoirés en 2000 Les Enfoirés                      |                                                  |          |
| Freestyler Bomfunk MC’s Jaakko Sakari Salovaara, Raymond Anthony Ebanks | 7                                                | Comme on a dit Louise Attaque                      |                                                  |          |
| I’m Outta Love Anastacia Anastacia L. Newkirk, Samuel J. Watters, Louis John Biancaniello | 8                                                | Les dix commandements (Musical)                    |                                                  |          |
| Il y a trop de gens qui t’aiment Hélène Ségara Musik: Thierry Didier Philippe Geoffroy; Text: Christian Jacques R. Vié | 9                                                | In Blue The Corrs                                  |                                                  |          |
| The Real Slim Shady Eminem Andre Romelle Young, Marshall B. Mathers, Tommy Coster, Michael J. Elizondo Jr. | 10                                               | The Greatest Hits Whitney Houston                  |                                                  |          |